# William Hutchinson (Seemann)
William Hutchinson (* 1715 in Newcastle-upon-Tyne; † 11. Februar 1801, Liverpool) war ein britischer Seemann, Erfinder und Autor. Für seine Verdienste um den Kabeljaufang wurde er 1755 zum Ehrenbürger (freeman) von Liverpool ernannt.

## Biographie
Seine seemännische Karriere begann auf einem Kohlenfrachter, ca. 1738 wurde er dann Ost-Indien-Fahrer für die Ostindische-Kompanie. Danach wurde er Freibeuter und fuhr ab 1745 auf einem der Schiffe des bekannten Freibeuters Fortunatus Wright. 1747 bekam er den Rang eines Kapitäns. 
Hutchinson war maßgeblich an der Einrichtung des ersten Seenotrettungsdienstes der Welt in Formby Point 1776 beteiligt und unterstützte den Aufbau eines irischen Rettungsdienstes bei Dublin. Ebenso wirkte er an der Einrichtung des Lotsendienstes auf dem River Mersey mit.
Schon seit 1763 experimentierte Hutchinson an der Bidston Signalstation mit Reflektoren für Lichtsignale. Seine Arbeiten waren erfolgreich und so wurde 1771 der Bidston Leuchtturm mit parabolförmigen Reflektoren gebaut. Sie sind heute in Trinity House Museum in London zu besichtigen. Bis zur Einführung der Fresnellinsen galt es als das beste System.
Die Leuchttürme von Hoylake und Leasowe wurden ebenfalls 1763 auf seine Initiative hin gebaut. Ihm werden auch noch weitere Erfindungen, z. B. ein Gerät zum Entfernen von Schiffsbewuchs nachgesagt.
1759 wurde W. Hutchinson Hafenmeister ('Dockmaster') von Liverpool. Auf Anregung des Astronomen James Ferguson begann er damit, 1764 alle Tiden Höchst- und Tiefststände aufzuzeichnen (d. h. Tag und Nacht). Dazu notierte er auch meteorologische Daten, wie Luftdruck und Temperatur. 1767 übergab er seine Aufzeichnungen den Mathematikern George und 
Richard Holden, die damit ihren Tidenkalender erstellten. Die Originaldaten sind allerdings verloren gegangen. 
Herr Hutchinson machte weitere Aufzeichnungen bis zu seiner Pensionierung am 10. August 1793. Sie gelten auf Grund ihrer Präzision als wertvolle Daten, wenn es um die Veränderungen des Meeresspiegels geht.
1777 veröffentlichte er das Buch A treatise on practical seamanship. Es gilt noch immer als eines der wichtigsten Bücher über Seefahrt seiner Zeit. Bis 1794 veröffentlichte er 3 weitere immer wieder erweiterte Ausgaben des Buches.
Nach seinem Tod 11. Februar 1801 wurde er auf dem Liverpooler St.Thomas Friedhof begraben.

## Bücher
Sein Standardwerk A treatise on practical seamanship, das auch heute noch publiziert wird und sich in diversen Segelbüchern findet, erfuhr mehrere Auflagen. Die 1. Ausgabe erging 1777 mit Hinweisen und Bemerkungen zu philosophischen und rationalen Prinzipien der Seefahrt und zahlreichen Ratschlägen zur Navigation, Gesundheit und Wirtschaftlichkeit. Die 2. erweiterte Ausgabe 10 Jahre später 1787 beschäftigte sich zudem mit den Proportionen beim Schiffbau sowie neuen Ratschlägen und Hinweisen in allen Bereichen. Eine 3. Ausgabe erfolgte 1791 und eine 4. ebenfalls erweiterte Ausgabe 1794.

### Werk
- A treatise founded upon philosophical and rational principles Digitalisat